# Campeonato Paraense Série B2 2023
In 2023 werd de eerste editie van het Campeonato Paraense Série B2 gespeeld voor voetbalclubs uit de Braziliaanse staat Pará. De competitie werd georganiseerd door de FPF en werd gespeeld van 10 juni tot 6 juli. De eerste twee clubs uit de groepsfase speelden de finale om de titel en beide clubs promoveerden naar de Série B1 van ditzelfde jaar. Pinheirense werd kampioen.

## Eerste fase
| Plaats | Club        | Wed. | W | G | V | Saldo | Ptn. |
| ------ | ----------- | ---- | - | - | - | ----- | ---- |
| 1.     | Paraense    | 5    | 3 | 2 | 0 | 7:3   | 11   |
| 2.     | Pinheirense | 5    | 3 | 0 | 2 | 7:6   | 9    |
| 3.     | Vênus       | 5    | 2 | 2 | 1 | 6:3   | 8    |
| 4.     | FC Pará     | 5    | 2 | 1 | 2 | 8:6   | 7    |
| 5.     | Belenense   | 5    | 1 | 1 | 3 | 4:7   | 4    |
| 6.     | Pedreira    | 5    | 0 | 2 | 3 | 6:13  | 2    |

|  | Geplaatst voor finale en promotie naar Série B1 2023 |

## Final
|              |                                                        |       |                                                               |                                                               |
| 6 juli 09:30 | Paraense                                               | 0 – 0 | Pinheirense                                                   | Souza, Belém Scheidsrechter: Murilo Augusto Amoras de Almeida |
| 6 juli 09:30 |                                                        |       |                                                               | Souza, Belém Scheidsrechter: Murilo Augusto Amoras de Almeida |
| 6 juli 09:30 | Strafschoppen                                          |       |                                                               | Souza, Belém Scheidsrechter: Murilo Augusto Amoras de Almeida |
| 6 juli 09:30 | Laurin Pacote Heleno Elton Bibito Fernando Breno Nunes | 4 - 5 | Jhone Tiago Miranda Wesley Vini Moisés Gabriel Bruno Trindade | Souza, Belém Scheidsrechter: Murilo Augusto Amoras de Almeida |

### Kampioen
| Campeonato Paraense de 2023 - Série B2 |
| Pará                                   |
| -------------------------------------- |
| PINHEIRENSE Kampioen (1° titel)        |